# Forteresse de Brvenik
La forteresse de Brvenik (en serbe cyrillique : Средњовековни град Брвеник ; en serbe latin : Srednjovekovni grad Brvenik) est située à Bela Stena, dans la municipalité de Raška et dans le district de Raška, en Serbie. Elle est inscrite sur la liste des monuments culturels protégés de la République de Serbie (identifiant no SK 1080),.
Elle est classée en même temps que l'église Saint-Nicolas qui se trouve à ses pieds,.

## Présentation

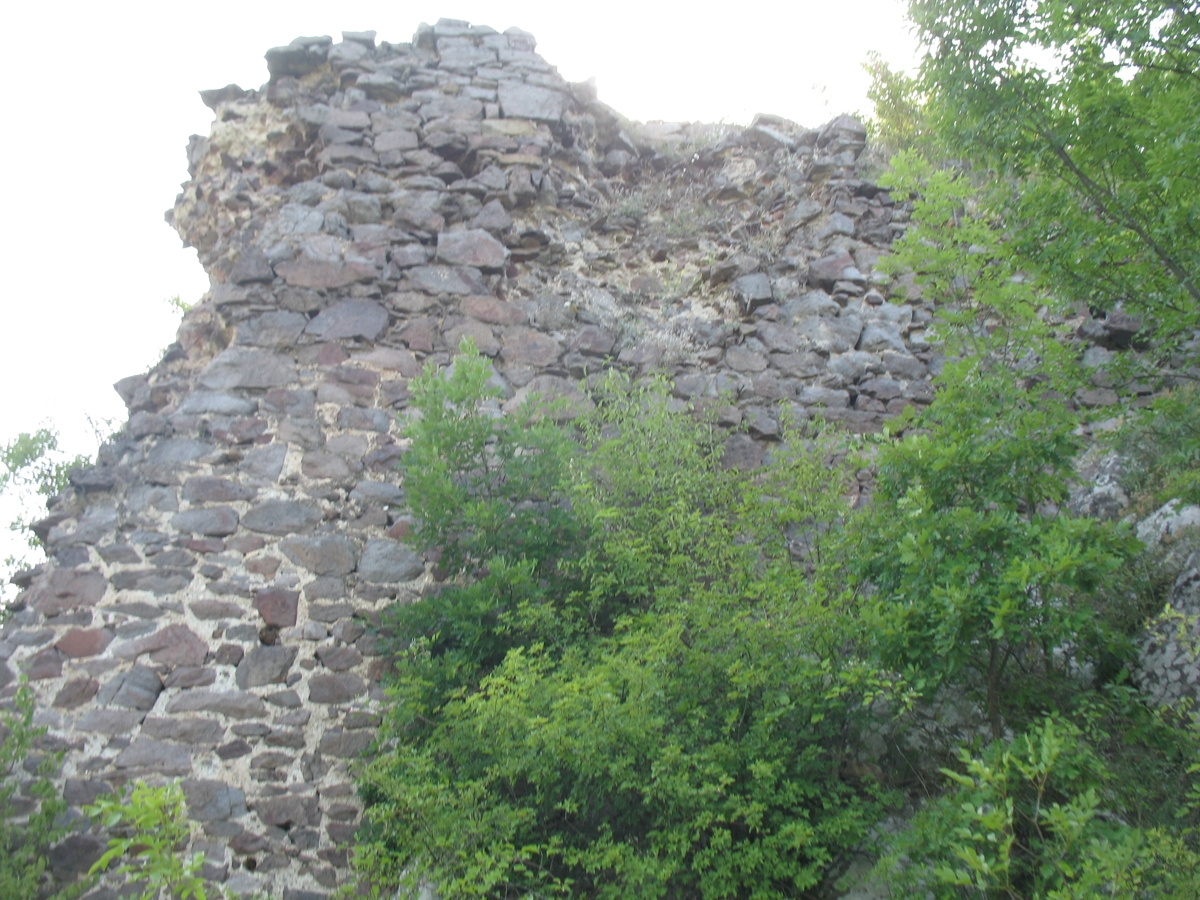
Détail d'un mur de la forteresse.

La forteresse dispose d'une position stratégique, sur une hauteur près de la confluence entre la rivière Brvenica et la rivière Ibar, à environ 10 km au nord-est de Raška.
Le moment de sa construction n'est pas connu avec exactitude mais la forteresse est mentionnée dans des sources historiques une première fois en 1230 puis en 1346 et dans une charte de l'empereur Stefan Uroš V en 1363 ; cette charte précise que la citadelle et la župa où elle se trouvait appartenaient au prince Vojislav Vojinović et que ce prince l'a échangée avec le čelnik (aristocrate de haut rang) Musa contre la župa de Zvečan.
La forteresse de Brvenik, dont le plan s'adapte à la configuration du terrain, est construite en pierres concassées liées par du mortier de chaux.
À proximité se trouvent les ruines de l'église de Saint-Nicolas ; cet édifice est constitué d'une nef unique prolongée par une abside ; à l'intérieur, des pilastres divisent la nef en trois travées. Les murs sont constitués de blocs de trachyte grossièrement taillés ; des pierres tombales ont été utilisées pour servir de pavement. Des fragments de fresques datant de la seconde moitié du XIVe siècle ont été conservés.

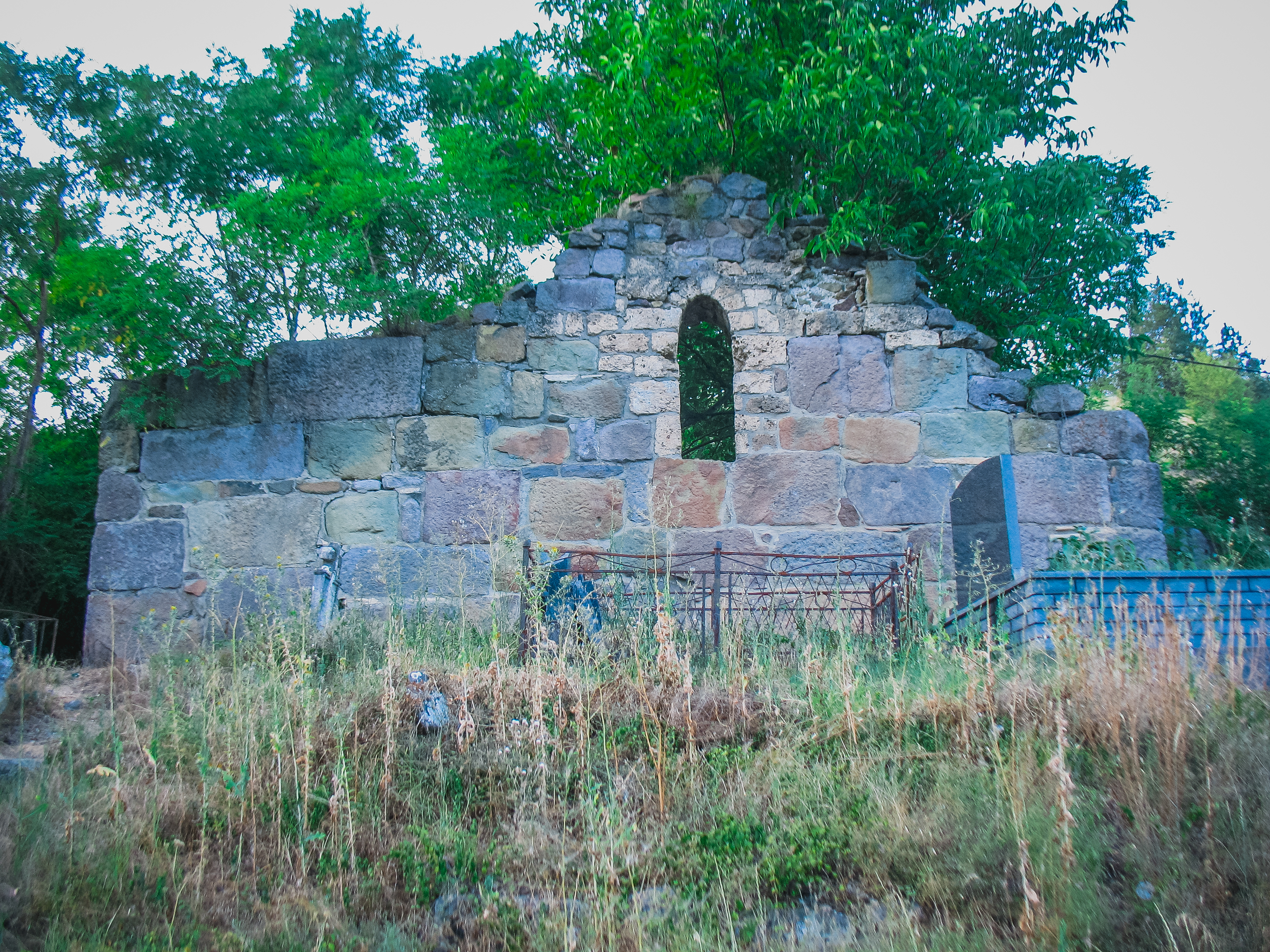
Vue des ruines de l'église Saint-Nicolas.